# Juan Maldonado Jaimez Júnior
Juan Maldonado Jaimez Júnior, mais conhecido simplesmente como Juan (São Paulo, 6 de fevereiro de 1982), é um ex-futebolista brasileiro que atuava como lateral-esquerdo e meio-campista.  

## Carreira

### Início no São Paulo
Revelado nas categorias de base do São Paulo, onde jogou de 1994 a 2000, Juan atuou como profissional no São Paulo por apenas um ano.

### Arsenal
Em 2001, o São Paulo vendeu Juan ao Arsenal, da Inglaterra.

### Millwall
Dois anos mais tarde, Juan foi emprestado ao Millwall, também da Inglaterra.

### Fluminense
Repatriado ao Brasil pelo Fluminense, em 2004, Juan estava no time que ganhou o Campeonato Carioca de 2005, vice-campeão da Copa do Brasil de 2005, chegou nas quartas-de-final da Copa Sul-Americana de 2005 e 5° lugar no Brasileirão.

### Flamengo
No ano seguinte, Juan acertou sua ida para o rival Flamengo.
Estreou na equipe Rubro-Negra contra a Portuguesa da Ilha pelo Campeonato Carioca de 2006. Apesar do jogo ter terminado empatado, Juan estreou bem, tendo marcado um gol.
Inicialmente, Juan teve de disputar sua posição com André, que já estava no Flamengo a um ano. No entanto, Waldemar Lemos, então técnico do clube, optou por efetivá-lo como titular.
No segundo jogo da decisão da Copa do Brasil de 2006, Juan foi o autor do gol da vitória do Flamengo sobre o Vasco da Gama, que sacramentaria a conquista daquele título para o time Rubro-Negro. No ano seguinte, sagrou-se campeão carioca e, mantendo a boa fase, foi um dos destaques da grande campanha Rubro-Negra no Campeonato Brasileiro de 2007.
Em 2008, Juan ajudou o Flamengo mais uma vez a conquistar o Campeonato Carioca, quando tornou a ser apontado como um dos principais jogadores do time e ganhando o prêmio de melhor lateral-esquerdo do Campeonato Carioca de 2008.
Ainda em 2008, conquistou o prêmio de Bola de Prata do futebol brasileiro e prêmio de melhor lateral-esquerdo do Brasileirão de 2008.
Em 2009, foi campeão brasileiro pelo Flamengo, e esteve entre os indicados ao Prêmio Craque do Brasileirão na posição de melhor lateral-esquerdo.

### Retorno ao São Paulo
Em 2011, voltou ao clube que o projetou para o futebol, o São Paulo, mas não conseguiu repetir as boas atuações que teve no Flamengo. Marcou seu primeiro gol na vitória do São Paulo por 4x3 sobre o Coritiba no Couto Pereira.
Seu primeiro gol no Morumbi foi contra a equipe do Ceará em partida válida pelo Brasileirão 2011.

### Santos
Em fevereiro de 2012, depois de ser afastado do São Paulo, o lateral assinou com o Santos até o fim do ano e então disputou posição com o experiente lateral Léo.
Em 18 de fevereiro de 2012, estreou pelo Santos na vitória por 3x1 contra o Mirassol, marcando um dos gols da vitória.
Em 2012, foi campeão paulista pelo Santos.
Com contrato de empréstimo a se encerrar em 31 de dezembro de 2012, Juan disse que deixou o Santos satisfeito, tendo feito "excelentes jogos, ajudado o Santos a ganhar títulos e conseguido, durante a maior parte do tempo, ser titular aqui. Supri as expectativas do que se esperava”. Em 03 de dezembro de 2012, o jogador, como já previra na declaração, obteve a confirmação de que não ficaria no clube para a temporada seguinte. Através do seu gerente de futebol, Nei Pandolfo, o Santos anunciou que não deseja mantê-lo em seu elenco. Pode ter pesado para tal decisão a renovação de contrato com o veterano Léo, concorrente direto de Juan pela lateral-esquerda.

### Terceira passagem pelo São Paulo
Contudo, na volta ao São Paulo, Juan, por não fazer parte dos planos do técnico Ney Franco, foi liberado para procurar outro clube. Desse modo, o jogador nem participou da reapresentação do elenco para a temporada 2013. Além de não pretendido pelo treinador, Juan, muito provavelmente, não desejaria ser reserva de Cortez, jogador que goza de grande prestígio junto a Franco. Encostado no clube paulistano, Juan chegou a ser oferecido numa negociação não aceita pelos ponte-pretanos, que visava levar ao Morumbi o zagueiro Cléber e o lateral Cicinho.
Contudo, sua condição no Morumbi sofreu uma reviravolta. Em maio de 2013, após as eliminações do São Paulo no Campeonato Paulista e na Libertadores e os afastamentos de sete jogadores, entre eles o lateral Cortez, Juan foi reintegrado e recebeu uma nova chance, sob o comando de Ney Franco. Em 2 de junho, no empate tricolor por 0 a 0 diante do Atlético Mineiro, em jogo válido pela segunda rodada do Campeonato Brasileiro daquele ano, Juan fez sua reestreia oficial pelo clube do Morumbi, ao substituir o contudido Thiago Carleto. Após o jogo, Juan se disse "muito feliz de poder de defender o São Paulo novamente" Após exames, com a confirmação do rompimento dos ligamos cruzados do joelho direito do então titular, contusão que leva aproximadamente seis meses para ser totalmente sanada, Juan teve de assumir a lateral-esquerda até o final do ano.
Na sua estreia como titular, na derrota diante do Goiás, por 1 a 0, no Morumbi, pela terceira rodada do Brasileirão de 2013, Juan foi vaiado pelos torcedores quando substituído pelo atacante Silvinho, aos 33 minutos do segundo tempo.
Quando o resultado não vem, sobra para alguém. Mais uma vez, sobrou para mim. Queria entender qual o problema da torcida comigo. Eu me esforço, luto. Sei que não estou 100%, que eu posso render mais, mas time grande é assim, tem pressão.— Juan após não entender as vaias direcionadas a ele.

### Vitória
Em agosto de 2013, Juan se transferiu para o Vitória, inicialmente por empréstimo. No Rubro-Negro baiano, rapidamente firmou-se como titular absoluto da lateral-esquerda e recuperou a boa forma, ajudando o clube a fixar-se no 5º lugar do Campeonato Brasileiro 2013, marcando três gols e dando muitas assistências.
Após o período de empréstimo, assinou em definitivo para a temporada 2014. Logo em sua terceira partida no ano, fez três gols na goleada por 5 a 1 sobre o Confiança, em jogo válido pela Copa do Nordeste 2014.
Em julho de 2015 foi contratado pelo Coritiba, a pedido do treinador Ney Franco.

### Goiás
No início de 2017, o Goiás acertou a contratação de Juan.

### Avaí
Após ficar várias partidas no banco do Goiás, Juan acertou sua transferência ao Avaí, assim tendo a oportunidade de disputar a Primeira Divisão de 2017.
Estarei à disposição do técnico para o que for preciso. Vou me empenhar e buscar uma vaga na equipe. Aqui tem bons valores e nosso objetivo é conseguir os pontos necessários para a manutenção como deixou bem claro o presidente.— Juan após ser anunciado pelo Avaí.
Fez sua estreia pelo Avaí no dia 4 de junho de 2017, diante do Sport Recife, na Ressacada, pelo Brasileirão de 2017. Na ocasião o Avaí venceu por 1x0, onde Juan teve uma belíssima atuação.
O mais importante era, independente de como fosse o jogo, conseguir a vitória. O grupo fez uma boa partida, muito aguerrida. Sabemos que podemos melhorar. Estamos no caminho— Juan em entrevista após sua estreia.

## Seleção Brasileira
Foi convocado para a Seleção Brasileira pela primeira vez na carreira em 2008, pelo técnico Dunga, para dois jogos das Eliminatórias da Copa do Mundo de 2010, estreando com a camisa do Brasil na vitória por 3 a 0 contra o Chile.

## Estatísticas

### Clubes
| Clube             | Temporada         | Campeonato nacional | Campeonato nacional | Campeonato nacional | Copa nacional[a] | Copa nacional[a] | Copa nacional[a] | Competições continentais[b] | Competições continentais[b] | Competições continentais[b] | Outros torneios[c] | Outros torneios[c] | Outros torneios[c] | Total | Total | Total   |
| Clube             | Temporada         | Jogos               | Gols                | Assist.             | Jogos            | Gols             | Assist.          | Jogos                       | Gols                        | Assist.                     | Jogos              | Gols               | Assist.            | Jogos | Gols  | Assist. |
| ----------------- | ----------------- | ------------------- | ------------------- | ------------------- | ---------------- | ---------------- | ---------------- | --------------------------- | --------------------------- | --------------------------- | ------------------ | ------------------ | ------------------ | ----- | ----- | ------- |
| São Paulo         | 2000              | —                   | —                   | —                   | —                | —                | —                | —                           | —                           | —                           | —                  | —                  | —                  | 0     | 0     | 0       |
| São Paulo         | 2001              | —                   | —                   | —                   | —                | —                | —                | —                           | —                           | —                           | —                  | —                  | —                  | 0     | 0     | 0       |
| São Paulo         | Total             | 0                   | 0                   | 0                   | 0                | 0                | 0                | 0                           | 0                           | 0                           | 0                  | 0                  | 0                  | 0     | 0     | 0       |
| Arsenal           | 2001–02           | —                   | —                   | —                   | 2                | 0                | 0                | —                           | —                           | —                           | —                  | —                  | —                  | 2     | 0     | 0       |
| Arsenal           | 2002–03           | —                   | —                   | —                   | —                | —                | —                | —                           | —                           | —                           | —                  | —                  | —                  | 0     | 0     | 0       |
| Arsenal           | Total             | 0                   | 0                   | 0                   | 2                | 0                | 0                | 0                           | 0                           | 0                           | 0                  | 0                  | 0                  | 2     | 0     | 0       |
| Millwall          | 2003–04           | 3                   | 0                   | 0                   | —                | —                | —                | —                           | —                           | —                           | —                  | —                  | —                  | 3     | 0     | 0       |
| Millwall          | Total             | 3                   | 0                   | 0                   | 0                | 0                | 0                | 0                           | 0                           | 0                           | 0                  | 0                  | 0                  | 3     | 0     | 0       |
| Fluminense        | 2004              | 5                   | 0                   | 0                   | 0                | 0                | 0                | —                           | —                           | —                           | 11                 | 0                  | 0                  | 16    | 0     | 0       |
| Fluminense        | 2005              | 37                  | 1                   | 0                   | 2                | 0                | 0                | 6                           | 1                           | 0                           | 14                 | 1                  | 0                  | 59    | 3     | 0       |
| Fluminense        | Total             | 42                  | 1                   | 0                   | 2                | 0                | 0                | 6                           | 1                           | 0                           | 25                 | 1                  | 0                  | 75    | 3     | 0       |
| Flamengo          | 2006              | 29                  | 2                   | 2                   | 9                | 2                | 1                | —                           | —                           | —                           | 15                 | 3                  | 2                  | 53    | 7     | 5       |
| Flamengo          | 2007              | 34                  | 6                   | 11                  | —                | —                | —                | 8                           | 0                           | 1                           | 12                 | 1                  | 3                  | 55    | 7     | 15      |
| Flamengo          | 2008              | 33                  | 4                   | 9                   | —                | —                | —                | 8                           | 1                           | 0                           | 15                 | 3                  | 0                  | 55    | 8     | 9       |
| Flamengo          | 2009              | 19                  | 1                   | 4                   | 5                | 1                | 1                | —                           | —                           | —                           | 14                 | 6                  | 4                  | 38    | 8     | 9       |
| Flamengo          | 2010              | 33                  | 1                   | 3                   | —                | —                | —                | 10                          | 1                           | 1                           | 12                 | 0                  | 4                  | 55    | 2     | 8       |
| Flamengo          | Total             | 148                 | 14                  | 29                  | 14               | 3                | 2                | 26                          | 2                           | 2                           | 68                 | 13                 | 13                 | 256   | 32    | 46      |
| São Paulo         | 2011              | 31                  | 4                   | 3                   | 7                | 0                | 1                | 4                           | 0                           | 0                           | 18                 | 0                  | 1                  | 60    | 4     | 5       |
| São Paulo         | Total             | 31                  | 4                   | 3                   | 7                | 0                | 1                | 4                           | 0                           | 0                           | 18                 | 0                  | 1                  | 60    | 4     | 5       |
| Santos            | 2012              | 18                  | 0                   | 1                   | —                | —                | —                | 12                          | 0                           | 0                           | 12                 | 2                  | 0                  | 42    | 2     | 1       |
| Santos            | Total             | 18                  | 0                   | 1                   | 0                | 0                | 0                | 12                          | 0                           | 0                           | 12                 | 2                  | 0                  | 42    | 2     | 1       |
| São Paulo         | 2013              | 5                   | 0                   | 0                   | —                | —                | —                | 2                           | 0                           | 0                           | —                  | —                  | —                  | 7     | 0     | 0       |
| São Paulo         | Total             | 5                   | 0                   | 0                   | 0                | 0                | 0                | 2                           | 0                           | 0                           | 0                  | 0                  | 0                  | 7     | 0     | 0       |
| Vitória           | 2013              | 21                  | 3                   | 6                   | —                | —                | —                | —                           | —                           | —                           | —                  | —                  | —                  | 21    | 3     | 6       |
| Vitória           | 2014              | 19                  | 0                   | 1                   | 2                | 1                | 0                | —                           | —                           | —                           | 15                 | 8                  | 1                  | 36    | 9     | 2       |
| Vitória           | Total             | 40                  | 3                   | 7                   | 2                | 1                | 0                | 0                           | 0                           | 0                           | 15                 | 8                  | 1                  | 57    | 12    | 8       |
| Coritiba          | 2015              | 15                  | 3                   | 2                   | 1                | 0                | 0                | —                           | —                           | —                           | —                  | —                  | —                  | 16    | 3     | 2       |
| Coritiba          | 2016              | 0                   | 0                   | 0                   | 0                | 0                | 0                | 0                           | 0                           | 0                           | 15                 | 6                  | 0                  | 15    | 6     | 0       |
| Coritiba          | Total             | 15                  | 3                   | 2                   | 1                | 0                | 0                | 0                           | 0                           | 0                           | 15                 | 6                  | 0                  | 31    | 9     | 2       |
| Total na carreira | Total na carreira | 302                 | 25                  | 42                  | 28               | 4                | 3                | 50                          | 3                           | 2                           | 153                | 30                 | 15                 | 533   | 62    | 62      |

- a. ^ Jogos da Copa da Inglaterra, Copa da Liga Inglesa e Copa do Brasil
- b. ^ Jogos da Copa Sul-Americana, Copa Libertadores da América e Recopa Sul-Americana
- c. ^ Jogos do Campeonato Carioca, Taça Cidade de Montevideo, Copa Mastercard, Amistoso, Troféu Coliseu, Campeonato Paulista, Campeonato Baiano e Copa do Nordeste

|          | Data                   | Local                                   | Resultado | Adversário         | Gols | Assist. | Competição                    |
| -------- | ---------------------- | --------------------------------------- | --------- | ------------------ | ---- | ------- | ----------------------------- |
| Flamengo |                        |                                         |           |                    |      |         |                               |
| 81.      | 27 de setembro de 2006 | Luso Brasileiro, Rio de Janeiro, Brasil | 2–2       | Portuguesa da Ilha | 1    | 0       | Campeonato Carioca de 2006    |
| 336.     | 5 de dezembro de 2010  | Vila Belmiro, Santos, Brasil            | 0–0       | Santos             | 0    | 0       | Campeonato Brasileiro de 2010 |

### Seleção Brasileira
Abaixo estão listados todos jogos e gols do futebolista pela Seleção Brasileira. Abaixo da tabela, clique em expandir para ver a lista detalhada dos jogos de acordo com a categoria selecionada.
Seleção principal
| Ano   |       |      |         |       |
| Ano   | Jogos | Gols | Assist. | Média |
| ----- | ----- | ---- | ------- | ----- |
| 2008  | 2     | 0    | 0       | 0     |
| Total | 2     | 0    | 0       | 0     |

## Títulos
Arsenal
- Campeonato Inglês: 2001–02
- Copa da Inglaterra: 2001-02
- Supercopa da Inglaterra: 2002, 2004

Fluminense
- Campeonato Carioca: 2005
- Taça Rio: 2005

Flamengo
- Copa do Brasil: 2006
- Campeonato Carioca: 2007, 2008, 2009
- Taça Guanabara: 2007, 2008
- Taça Rio: 2009
- Campeonato Brasileiro: 2009

Santos
- Campeonato Paulista: 2012
- Recopa Sul-Americana: 2012

Goiás
- Campeonato Goiano: 2017

### Individuais
- Melhor lateral-esquerdo do Campeonato Carioca: 2005[22], 2007, 2009
- Bola de Prata: 2008
- Melhor lateral-esquerdo do Brasileirão: 2008
- Seleção do Campeonato Brasileiro: 2008
- Troféu Armando Nogueira: 2013 (maior média na lateral-esquerda)[23]